# قتل در سال ۱۶۰۰
قتل در سال ۱۶۰۰ (به انگلیسی: Murder at 1600) یک فیلم اکشن و دلهره‌آور آمریکایی محصول سال ۱۹۹۷ به کارگردانی دوایت اچ لیتل با بازی وسلی اسنایپس و داین لین همراه می‌باشد.

## داستان
جسد یک خدمتکار زن در کاخ سفید پیدا می‌شود. کارآگاه دایره جنایی «هارلان رگیس» احضار می‌شود تا در مورد این پرونده تحقیق کند…

## بازیگران
- وسلی اسنایپس در نقش کارآگاه[۴]
- داین لین … عامل نینا شانس
- دنیل بنزالی … نماینده نیکولاس «نیک» اسپایکینگز
- دنیس میلر … کارآگاه ستونگل
- آلن آلدا … مشاور امنیت ملی آلوین اردن
- رانی کاکس … رئیس‌جمهور ایالات متحده جک نیل
- دایان بیکر … اولین بانوی زن سبک و جلف نیل
- تیت داناوان … کایل نیل
- هریس یولین … جان کلارک توللی
- تام رایت … عامل کوپر
- نیکلاس پریور … پل موران
- چارلز راکت … جفری
- نایجل بنت … بورن نقدی
- ساندرا کالدوِل
- تونی ناپو … لوچسی
- تامارا گورسکی